# Aleurocanthus nigricans
Aleurocanthus nigricans là một loài côn trùng cánh nửa trong họ Aleyrodidae, phân họ Aleyrodinae.
Aleurocanthus nigricans được Corbett miêu tả khoa học đầu tiên năm 1926.